# هوهانس هوسپیان (وکیل)
هوهانس آرامی هوسپیان (ارمنی: Հովհաննես Արամի Հովսեփյան؛  زادهٔ ۱۰ اوت ۱۹۲۶ - درگذشته ۱۱ نوامبر ۲۰۱۰) حقوقدان، استاد دانشگاه اهل ارمنستان بود.

## زندگی‌نامه
وی در ۱۰ اوت ۱۹۲۶ در مالیشکا به دنیا آمد و در دانشگاه دولتی ایروان فارغ‌التحصیل گشت. همچنین برندهٔ جوایزی همچون نشان پرچم سرخ کار و نشان برجسته افتخار شده‌است. وی در ۱۱ نوامبر ۲۰۱۰ در سن ۸۴ سالگی در ایروان درگذشت.